# جامبل (بسكويت)
الجامبل هي نوع بسيط من بسكويت الزبدة [الإنجليزية] المصنوع من مكونات أساسية تشمل الدقيق والسكر والبيض والزبدة. يمكن تنكيهها باستخدام الفانيليا أو اليانسون أو بذور الكراوية أو نكهة أخرى مثل اللوز. كانت تُصنع في السابق غالبًا على شكل حلقات أو لفات.
كانت كعكات الجامبل منتشرة على نطاق واسع بسبب قدرتها على التحمل أثناء السفر بفضل طبيعتها الكثيفة والصلبة جدًا. مكن تخزينها لمدة تصل إلى عام دون أن تفقد جودتها بشكل كبير. ولأنها كثيفة، كانت تُلف أحيانًا على شكل عقد قبل خبزها لجعلها أسهل في الأكل، مما أكسبها اسمًا آخر شائعًا: العقد.
تقليديًا، كانت تُشكل في أنماط متشابكة أو معقدة تشبه العقد، وعادةً ما يُستخدم العجين المفرود لتشكيلها. كانت النكهات المبكرة تشمل اليانسون والكزبرة وبذور الكراوية وماء الورد. لاحقًا، وخصوصًا في الولايات المتحدة، أصبحت كعكات الجامبل تشير إلى كعكات رقيقة ومقرمشة مع نكهة قشر الليمون.

## المصطلحات
كعكات الجامبل والكعكات الشائعة متشابهان إلى حد كبير، لكن الكعكات مصطلح أوسع يشمل أي كعكة صغيرة مسطحة، سواء كانت طرية أو مقرمشة، بينما كعكات الجامبل عادةً ما تكون من النوع المقرمش.
وصفت إحدى وصفات عام 1907 كعكات الجامبل بأنها «مقرمشة مثل السناكس». يجب أن يكون العجين «رفيعًا جدًا بعد فرده وتقطيعه لدرجة يمكن معها تقريبًا الرؤية من خلاله». وترتبط الرطوبة في الوصفة فقط بالزبدة المخفوقة و«كوب صغير جدًا من الحليب أو كمية كافية لصنع عجين قاسي مثل عجينة الفطيرة».

## التاريخ

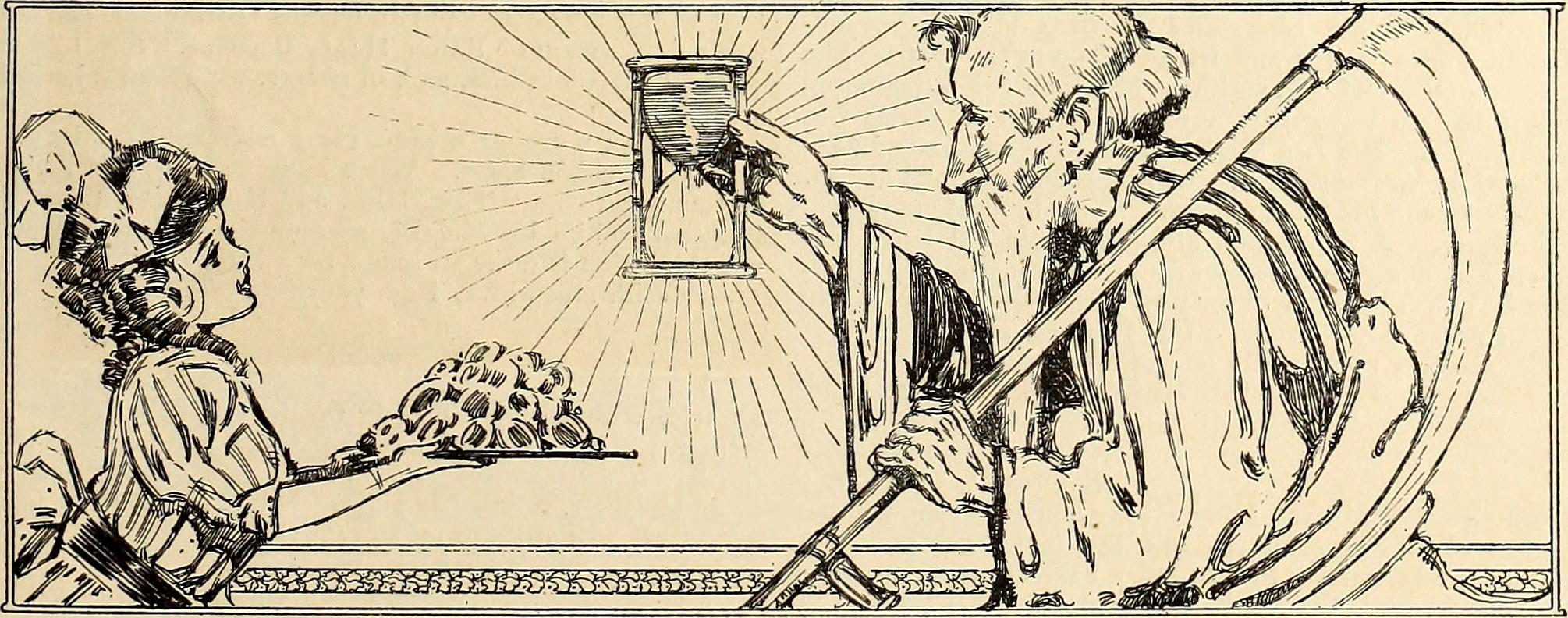
رسم توضيحي يعود للقرن التاسع عشر لفتاة صغيرة تحمل طبقًا من كعكات الجامبل

تعود وصفة «جامبل اللوز» إلى عام 1694. تُعد بدمج اللوز المطحون مع ماء زهر البرتقال أو ماء الورد، ثم إضافة شراب السكر، السكر الجاف، وبياض البيض. تُخلط المكونات حتى تُشكل عجينة يمكن تلوينها باستخدام الشوكولاتة أو مادة القرمز. تُدهن العجينة بعصير الليمون أو ماء الورد لتعزيز النكهة، وتُخبز بلطف شديد، مع الحرص على وضعها على سطح يمنعها من لمس قاع الفرن مباشرة.
كانت الخلطات منتشرة على نطاق واسع في أوروبا بحلول القرن السابع عشر، ويُعتقد أنها نشأت في إيطاليا تحت اسم سيمابتا. وهي شعبية لكونها وجبةً خفيفةً مناسبة للسفر، يُرجح أنها أُحضرت إلى أمريكا على متن سفينة ماي فلاور، وربما قبل ذلك إلى مستعمرة جيمستاون . تُنسب وصفة مشهورة لهذا النوع من البسكويت إلى مارثا واشنطن .
تتضمن وصفة من القرن الثامن عشر من كتاب ربة منزل كاملة [الإنجليزية] خلط ثلاث بيضات مع الحليب، الدقيق، السكر، وبذور الكراوية لصنع عجينة قاسية. يمكن تشكيلها بأي شكل وتُخبز على ورق الخبز.
في الأصل، كانت تُلف كعكات الجامبل إلى أشكال معقودة مشابهة للعقدية ثم تُغلى. بحلول أواخر القرن الثامن عشر، أصبحت كعكات الجامبل عبارة عن بسكويتات ملفوفة تُفرد وتُخبز، مما يجعلها مشابهة لبسكويت السكر [الإنجليزية] الحديث، ولكن بدون عوامل التخمير الموجودة في الوصفات الحديثة.
احتوت كتب الطبخ الفيكتورية [الإنجليزية] على وصفات متنوعة للجومبلز، مع إضافة مكونات جديدة مثل الفواكه المسكرة، جوز الهند، الليمون، ونكهات أخرى، مما أضاف لمسات ابتكارية على الوصفة الأساسية.

## تحضير
لإعداد الخليط، تُخفق [الإنجليزية] الزبدة والسكر معًا، ثم يضاف البيض أو صفار البيض، وأحيانًا مع الحليب، اعتمادًا على نوع الجامبل المُراد صُنعه. ثم تُضاف المكونات الجافة: الدقيق، وأي مكونات أخرى مثل جوز الهند المبشور، ومستخلصات النكهة، والتوابل مثل القرنفل أو القرفة أو البهارات. يمكن إضافة صودا الخبز أو مسحوق الخبز والزبيب. في بعض الأحيان يُخفق بياض البيض حتى يصبح رغوة ثم يُضاف بشكل منفصل بعد المكونات المجففة. يمكن غمس عجينة البسكويت في السكر أو القرفة قبل الخَبز. تختلف التقنيات من وصفة إلى أخرى. هناك العديد من أنواع الجامبل المختلفة: جامبل السكر، جامبل جوز الهند، جامبل القرفة، جامبل الفاكهة (الهيرميت). وصفة «جامبل جوز الهند» تعود إلى عام 1907، وهي مصنوعة بنسبة واحد إلى ثلاثة من الزبدة إلى السكر.

## علم أصول الكلمات
كلمة «jumble» (جامبل) مشتقة من الكلمة الفرنسية jumelle، والتي تعني « توأم »، بسبب شكلها.

## الملاحظات
1. ↑  (بالإنجليزية: Cookies)‏
2. ↑  (بالإيطالية: cimabetta)‏

## الروابط الخارجية
- بسكويت السكر في الجدول الزمني للطعام